# Aleksander Ivanovič Lebed
Aleksander Ivanovič Lebed (rusko Алекса́ндр Ива́нович Ле́бедь, ruski general in politik, * 20. april 1950, † 28. april 2002. 
V ruskih predsedniških volitvah leta 1996 je zasedel tretje mesto (14,6 % glasov). Pozneje je bil član Varnostnega sveta Ruske federacije in guverner Krasnojarsk Kraja. 
Umrl je v strmoglavljenju helikopterja Mi-8.

## Življenje
Leta 1969 se je pridružil sovjetskim zračnodesantnim silam; osem let je bil četni poveljnik, nato pa bataljonski poveljnik med sovjetsko-afganistansko vojno (1981-82). Pozneje je postal polkovnik; leta 1988 in 1990 je vodil zračnodesantne sile v krizah v Azerbajdžanu v letih 1988 in 1990 ter v Gruziji leta 1989. V letih 1990−91 je bil poveljnik 106. gardne zračnoprevozne divizije; med sovjetskim državnim udarom 1991 z njo ni podprl udarnikov. 
Pozneje je bil povišan v generala in postal je namestnik poveljnika ruskih zračnodesantnih sil. Junija 1992 je postal poveljnik 14. gardne armade, s katero se je udeležil konflikta v Transnistriji in Gagauziji.
30. maja 1995 je izstopil iz vojske zaradi politične kariere. Decembra 1995 je bil izvoljen v Dumo in naslednje leto je zasedel tretje mesto v predsedniških volitvah. Dva dni po prvem krogu ga je Boris Jelcin imenoval za tajnika Varnostnega sveta Ruske federacije in za osebnega nacionalno-varnostnega svetovalca. Po sporu z notranjim ministrom Kulikovom ga je oktobra 1996 Jelcin odstranil s položaja svojega osebnega svetovalca.
17. maja 1998 je zmagal na volitvah in postal guverner druge največje ruske regije Krasnojarsk. 
28. aprila 2002 je umrl v helikopterski nesreči.
Pokopan je na moskovskem pokopališču Novodeviči.